# 党家岘乡
党家岘乡，是中华人民共和国甘肃省白银市会宁县下辖的一个乡镇级行政单位。

## 行政区划
党家岘乡下辖以下地区：
党家岘村、新民村、梁家河村、毛家坪村、吕堡村、上秀村、庙儿岔村、杨家湾村、砖井村和大寨子村。